# Willow (Lied)
Willow (Eigenschreibweise willow) ist ein Lied der US-amerikanischen Singer-Songwriterin Taylor Swift aus dem Jahre 2020. Die erste Single ihres neunten Studioalbums Evermore wurde von der Interpretin zusammen mit Aaron Dessner geschrieben sowie von letzterem produziert.

## Hintergrund
Willow wurde wie das gesamte Mutteralbum Evermore in Selbstisolation geschrieben und unterlag Geheimhaltung. Während des Drehs des Videoclips galt – mit Ausnahme der Sängerin selbst – generelles Handyverbot, um möglichst keine Informationen nach außen durchsickern zu lassen. Selbst der beteiligte Kameramann Rodrigo Prieto wusste nicht Bescheid, dass das Video zu einem Lied eines kommenden neuen Albums gehören würde.

## Musik und Text
Willow ist ein minimalistischer Folk- und Indie-Pop-Song, bei dem der Gesang der Künstlerin nahezu ausschließlich von sanftem Gitarrenspiel und Bass begleitet wird. Erst ab der zweiten Strophe setzen in den Hintergrund gemischte Percussionelemente ein. Inhaltlich verwendet das Lied Metaphern, um eine Liebesbeziehung zu beschreiben. So vergleicht sich Swift selbst mit Wasser und ihren Geliebten mit einem Schiff, oder sagt, wäre dieser eine Trophäe, würde sie schummeln, um auch sicher zu gewinnen. Sie vergleicht ihr Leben mit einem Weidenbaum, der sich mit dem Wind des Besungenen neigt.

## Musikvideo
Der Videoclip zu Willow schließt nahtlos an jenem zum Lied Cardigan ihres vorherigen Albums Folklore an und beginnt mit derselben Einstellung, in der Swift in eine Strickjacke gehüllt in einer Hütte vor einem Klavier sitzt. Sie entdeckt jedoch, dass sie ein goldenes Seil in ihren Händen hält, das in den Klavierdeckel hineinführt, den sie umgehend betritt (bereits im vorherigen Video reiste sie über ihn durch verschiedene Landschaften). Am anderen Ende tritt sie aus einem Weidenbaum heraus und befindet sich nun in einer nächtlichen Umgebung neben einem See. Als sie in der Reflexion des Wassers ihr Spiegelbild betrachtet, ist neben ihr ein Mann zu sehen, der jedoch in der Realität nicht vorhanden ist. Sie greift zunächst erfolglos nach der Spiegelung und folgt ihr in das Gewässer, aus dem neben dem Seil nun der aus dem Cardigan-Video bekannte goldene Nebel schimmert. Sie ist nun in der Vergangenheit und läuft im Kindesalter in ein Zelt hinein, in dem ein Junge sitzt, der das Seil hält. Die beiden lachen gemeinsam, ehe er plötzlich verschwindet. Das Mädchen tritt danach aus dem Zelt heraus und ist wieder erwachsen. Mit einem aus Blumen bestehenden Haarkranz und in einem cremefarbenen Kleid steht sie in einem Glaskasten und spielt Gitarre, während außerhalb eine Tanzveranstaltung stattfindet. Sie erkennt auf dieser den Jungen wieder, der zu dem Mann in der Wasserspiegelung herangewachsen ist. Er bemerkt sie ebenfalls und tritt an den Kasten heran, jedoch finden die beiden keine Möglichkeit, wie die Frau aus ihm herauskommen kann. Swift öffnet eine Klappe am Boden und blickt in einen schwarzen Abgrund, woraufhin die Musik für einen kurzen Moment aussetzt. Nach erneutem Einsetzen des Liedes erfolgt ein Szenenwechsel und die Sängerin geht zusammen mit anderen Personen durch einen mit Schnee bedeckten Wald, wobei alle, auch sie selbst, in Mäntel und ländliche Kleidung gehüllt sind. Sie versammeln sich auf einer Lichtung und beschwören mit einem Tanz den goldenen Nebel und schwebende Lichtkugeln. Swift sieht dabei zunächst fasziniert zu, tanzt danach jedoch mit. Ihr fällt auf, dass sich das goldene Seil neben ihr befindet, dem sie folgt, wobei sie sich von den anderen entfernt. Einer von ihnen, der eine Maske trägt, sieht ihr hinterher – für den Zuschauer wird nach Ablegen der Maske ersichtlich, dass es der Mann aus dem Wasser ist. Swift kommt inzwischen wieder aus dem Klavierdeckel herausgekrochen und ist in der Hütte vom Anfang. Sie sieht, dass das Seil hier zu Ende ist, und erscheint zunächst verzweifelt. Dann blickt sie jedoch auf und sieht, dass der Mann dort bereits auf sie wartet. Die beiden können sich nun endlich berühren und verlassen Hand in Hand die Hütte. Während das gesamte Video in dunklen Tönen gehalten ist, scheinen durch die Tür, durch welche die zwei schreiten, helles Tageslicht und satte Farben herein.
Erneut führte Taylor Swift selbst bei einem ihrer Musikvideos Regie. Nach der Veröffentlichung des Videoclips entstanden Gerüchte, die Sängerin sei im Begriff zu heiraten.

## Kritiken
Willow erhielt positive Kritiken. Insbesondere der als hoffnungsvoll und zuversichtlich beschriebene Text wurde vielfach gepriesen und als ein Highlight seines Albums angesehen. Musikalisch wäre Taylor Swift durch das coronabedingte Ausfallen von Tourneen nicht auf einen stadion- bzw. radiotauglichen Song angewiesen gewesen. Das Lied klänge, als säße sie mit einem Glas Wein vor einem Kamin und ließe all ihre Gedanken aus ihrem Gehirn herausfließen. Es erfuhr dabei vor allem die Zusammenarbeit mit Aaron Dessner hohes Lob. Dieser würde sein unverwechselbares, facettenreiches Klangbild mit einbringen, ohne dabei das Songwriting in den Hintergrund zu drängen. Mitunter wurde Willow auch mit Swifts früherem Hit Cardigan verglichen.

## Kommerzieller Erfolg

### Chartplatzierungen
Willow erreichte zeitgleich mit dem dazugehörigen Album Evermore in seiner ersten Chartwoche Platz eins der Billboard Hot 100. Diese Leistung gelang der Sängerin bereits wenige Monate zuvor mit der Single Cardigan bzw. dem Album Folklore. Damit war sie der erste Interpret überhaupt, der zweimal in einem Jahr zur selben Zeit mit einer Single und einem Album auf der Spitzenposition der US-Charts debütierte. Mit einem unmittelbaren Fall auf Platz 38 in seiner zweiten Chartwoche stellte Willow jedoch auch einen Negativrekord auf, denn noch nie fiel ein Nummer-eins-Hit derart weit von der Führungsposition ab. Der hohe Abfall war vor allem dem hohen Anteil an Weihnachtsmusik geschuldet, die in besagter Woche die Charts dominierte.
| ChartsChartplatzierungen       | Höchstplatzierung | Wochen |
| ------------------------------ | ----------------- | ------ |
| Deutschland (GfK)              | 46 (5 Wo.)        | 5      |
| Österreich (Ö3)                | 30 (3 Wo.)        | 3      |
| Schweiz (IFPI)                 | 21 (8 Wo.)        | 8      |
| Vereinigte Staaten (Billboard) | 1 (20 Wo.)        | 20     |
| Vereinigtes Königreich (OCC)   | 3 (14 Wo.)        | 14     |

| ChartsJahrescharts (2021)      | Platzierung |
| ------------------------------ | ----------- |
| Vereinigte Staaten (Billboard) | 55          |

### Auszeichnungen für Musikverkäufe
| Land/Region                  | Auszeichnungen für Musikverkäufe (Land/Region, Auszeichnung, Verkäufe) | Verkäufe  |
| ---------------------------- | ---------------------------------------------------------------------- | --------- |
| Australien (ARIA)            | 4× Platin                                                              | 280.000   |
| Brasilien (PMB)              | Diamant                                                                | 160.000   |
| Dänemark (IFPI)              | Platin                                                                 | 90.000    |
| Frankreich (SNEP)            | Gold                                                                   | 100.000   |
| Italien (FIMI)               | Gold                                                                   | 50.000    |
| Kanada (MC)                  | Platin                                                                 | 80.000    |
| Neuseeland (RMNZ)            | 2× Platin                                                              | 60.000    |
| Norwegen (IFPI)              | Gold                                                                   | 30.000    |
| Polen (ZPAV)                 | Platin                                                                 | 50.000    |
| Spanien (Promusicae)         | Platin                                                                 | 60.000    |
| Vereinigte Staaten (RIAA)    | Platin                                                                 | 1.000.000 |
| Vereinigtes Königreich (BPI) | Platin                                                                 | 600.000   |
| Insgesamt                    | 3× Gold · 12× Platin · 1× Diamant ·                                    | 2.550.000 |

Hauptartikel: Taylor Swift/Auszeichnungen für Musikverkäufe/Lieder